# Henri Paul
Henri Paul (3 de julio de 1956-31 de agosto de 1997) fue jefe de seguridad del Hotel Ritz en París (Francia). Es conocido por ser el conductor del vehículo en cuyo accidente falleció la princesa Diana de Gales.

## Biografía

### Educación y carrera
Nacido en Lorient, Henri Paul fue uno de los cinco hijos de Jean Paul, profesor, y Gisèle Paul, quien trabajaba en el ayuntamiento de la ciudad. Aficionado a la aviación, Paul obtuvo su licencia de piloto a los 18 años en Vannes y realizó el servicio militar en la Fuerza Aérea. Tras aprobar el bachillerato, decidió trasladarse a París, donde trabajó inicialmente como instructor de aviación y después en la industria náutica vendiendo embarcaciones. En 1986 fue contratado en el Hotel Ritz, llegando a convertirse en hombre de confianza de la familia Al-Fayed, propietaria del hotel. En principio subjefe de seguridad, el 30 de junio de 1997 se convirtió en el jefe de seguridad del Ritz.

### Muerte
Paul estaba de servicio la noche del 31 de agosto de 1997, en la que tenía como cometido llevar a la princesa Diana de Gales y a Dodi Al-Fayed desde el Ritz hasta un apartamento ubicado en la rue Arsène Houssaye, a poca distancia del hotel. Al volante de un Mercedes S280, Paul condujo a gran velocidad con el fin de dejar atrás a los paparazzi que perseguían el vehículo. Cuando llegó a la entrada del túnel del Alma, el automóvil circulaba a una velocidad estimada de entre 118 y 155  km/h, siendo la velocidad máxima autorizada en ese punto de 50  km/h. El carro se desvió en el interior del túnel y chocó violentamente contra uno de los pilares del paso subterráneo. Como consecuencia del accidente, Paul y Al-Fayed murieron en el acto, falleciendo la princesa de Gales horas más tarde en el Hospital de la Pitié-Salpêtrière y siendo Trevor Rees-Jones, guardaespaldas al servicio de la familia Al-Fayed, el único en sobrevivir, aunque sufrió numerosas fracturas en los huesos faciales (al parecer solo él llevaba puesto el cinturón de seguridad).
La Fiscalía de París obtuvo información a través de la Brigada Criminal con el objetivo de esclarecer las causas del siniestro. La investigación concluyó, al igual que haría la investigación británica más adelante, que el conductor conducía peligrosamente bajo la influencia del alcohol y las drogas. Los estudios toxicológicos practicados pocos días después del accidente bajo la dirección del profesor Ivan Ricordel mostraron rastros de medicamentos recetados a Henri Paul así como un nivel de alcohol en sangre de 1,87 gramos por litro de sangre, más de tres veces el límite autorizado para conducir en Francia (un segundo examen encargado por la oficina del fiscal de París confirmó no obstante una tasa de entre 1,73 y 1,75 g/l). Supuestamente, Paul también estaba tomando varios medicamentos al momento de su muerte: Prozac, un antidepresivo; Noctamid, un somnífero; Tiaprida, un neuroléptico a menudo utilizado contra el alcoholismo; y Aotal, un acamprosato. Todos estos medicamentos recomiendan en sus prospectos no conducir en caso de consumirlos.
Las pesquisas realizadas en el marco de la investigación judicial establecieron que Henri Paul tenía cuentas bancarias por un importe total de aproximadamente un millón de francos (alrededor de 1 111 527.00 dólares) al momento de los hechos y que contaba en su poder, la noche del accidente, con una suma de dinero de poco más de 1900 francos (cerca de 309.98 dólares). Estos datos alimentaron varias teorías conspirativas las cuales presentan a Paul como informante de la DGSE, del MI6 o incluso del Mossad. Al parecer, los paparazzi obtuvieron, a cambio de una tarifa, información sobre las personas que estaban bajo su responsabilidad como jefe de seguridad del Ritz.
El 3 de septiembre de 1999, los nueve fotógrafos y el motociclista imputados por «homicidios y lesiones involuntarias» así como por la «no asistencia a personas en peligro» no llegaron a ser juzgados al ser retirados los cargos, culpando la justicia del accidente a Henri Paul, quien conducía bajo los efectos del alcohol y varias drogas psicotrópicas.